# Fábula

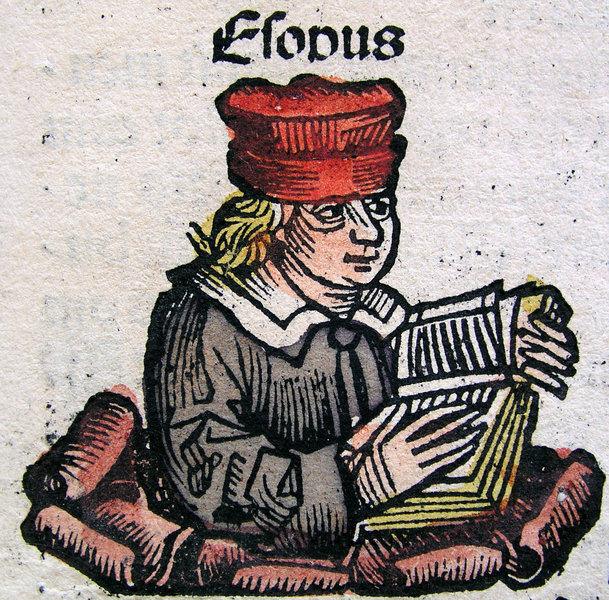
Esopo. Ilustración en las Crónicas de Núremberg.

La fábula es una composición literaria narrativa breve, ya en prosa o en verso, en la que los personajes principales suelen ser animales o cosas inanimadas que hablan y actúan como seres humanos. Cada fábula cuenta, en estilo llano, una sola y breve historia o anécdota que alberga una consecuencia aleccionadora. Posee «una intención y redacción 
didáctica de carácter ético y universal» que casi siempre aparece al final y más raramente al principio, llamada generalmente moraleja o adfabulación. En el Diccionario de retórica y poética de Helena Beristáin se indica que «se trata de un género didáctico mediante el cual suele hacerse crítica de las costumbres y de los vicios locales o nacionales, pero también de las características universales de la naturaleza humana en general».

## Características
Como género literario, posee un carácter mixto narrativo y didáctico, que ya apercibió La Fontaine al dividirla, en el prólogo a sus Fábulas (1667), en fábula propiamente dicha o "cuerpo" y moraleja o "alma". A causa de su carácter práctico, que la exime de intenciones filosóficas o trascendentales, se la ha llegado a llamar «la pariente pobre del mito». Además debe contener estas propiedades:
- Elementos de la narración: Generalmente en las fábulas existe un narrador que relata los hechos acontecidos en tercera persona, en orden cronológico. Además, relata lo que les sucede a los personajes principales en un tiempo y lugar indeterminados.
- Estructura: Las fábulas, suelen estar escritas en prosa o en verso además de que suelen ser historias breves y didácticas, en estilo llano. La mayoría de estas comienzan con la presentación de una situación inicial en la cual, generalmente se plantea una problemática o dilema moral que puede tener solución o no. Finalmente, esta termina con una enseñanza, moraleja o afabulación que puede ser útil para el lector. Más raramente aparece al principio o no aparece de forma explícita.
- Los personajes: En su mayoría, los personajes suelen ser animales u objetos inanimados a los que se les dota con pasiones humanas como la codicia, la soberbia o la envidia. Estos suelen estar envueltos en situaciones problemáticas que deberán resolver. Estos personajes animales suelen ser prototipos: la nobleza y la fuerza son representados por el león; la astucia por el zorro, etcétera.
- Temas: Generalmente los temas que se abordan en las fábulas son vicios humanos como la arrogancia, la mentira, etcétera; ya que detrás de cada una de estas se muestra una intención de criticar los comportamientos y actitudes que se van desarrollando dentro de la historia.
- Su exposición de vicios y virtudes es maliciosa, irónica. Es frecuente la contraposición entre la fuerza y la astucia y la idea, propia del mundo pagano, de que es imposible cambiar la naturaleza propia de cada cual.

La fábula clásica reposa sobre una doble estructura; desde el título mismo se encuentra una oposición entre dos personajes de posiciones subjetivas encontradas. Pero estos dos personajes se encuentran siempre en desigualdad social: uno en posición alta y otro en posición baja y desfavorable. Gracias a un evento narrativo imprevisto o survenant, el que estaba en posición alta se encuentra en posición inferior y viceversa. Este esquema es denominado por Christian Vandendorpe como "doble reenvío" en Apprendre à lire des fables, Montreal, 1989 y se encuentra en decenas de ellas, sobre todo en las populares, y permite fijar la comprensión y vehicular una moralidad clara. Como dice Hegel, «La fábula es como un enigma que será siempre acompañado por su solución» (Estética, II). Incluso si la fábula no tiene ya popularidad, el esquema que la forma se reencuentra en el hecho diverso (Christian Vandendorpe, De la fable au fait divers) y en la leyenda urbana (Jean-Bruno Renard, Rumeurs et légendes urbaines, París: Coll. Que sais-je?, 3445). Estas situaciones son imprescindibles en una fábula, pues sin importar el autor, el contexto social o político, estas son las que la identifican y marcan un límite entre ella y otros géneros similares con los que podría confundirse por la forma alegórica que contienen.

## Género literario
No debe confundirse con la parábola o relato simbólico ni con el discurso o sermón parenético, cuya intención es exhortar a seguir una conducta ética y por ello recurre con frecuencia a este tipo de procedimientos.
Se diferencian de los apólogos en que estos son más generales y en ellos pueden intervenir además hombres y personajes tanto animados como inanimados. Pueden estar escritas en prosa o verso. En el Index motifs, catálogo de motivos de relatos folclóricos de Antti Aarne y Stith Thompson (Aarne-Thompson), las fábulas aparecen clasificadas como cuentos de animales.
A pesar de ser un género literario sujeto a la transmisión oral de generación en generación, la fábula aún conserva estas características que la diferencian de otros géneros narrativos más mutables como el cuento, el relato o la novela, a los cuales el tiempo ha traído numerosos cambios, nuevos subgéneros y tendencias.
Conviene distinguir claramente la fábula como género literario, de la fábula argumental o argumento: Aristóteles hablaba de esta última cuando escribe que la fábula es uno de los seis elementos que forman la tragedia junto con los caracteres, el canto, la elocución, el pensamiento y el espectáculo. (Poética, cap. VI, 1450a). Así pues, la fábula trágica es su argumento o el encadenamiento de acciones y hechos expuestos que forma la narración o, de otra forma, en el lenguaje cinematográfico, la sinopsis.
Un ejemplo de fábula en prosa es el "Gato y el Ratón" en donde se pueden identificar las características de ésta.

El Gato y el Ratón
Había una vez un pequeño ratón que vivía en la casa de una mujer vieja. La señora, que temía de estas criaturas, colocó muchas trampas para matarlo.
El ratón, asustado, le pide ayuda al gato de la mujer.
—¿Podrías ayudarme, lindo gatito? —le dijo al gato.
—Sí, ¿en qué? —respondió este.
—Solo quita las trampas de la casa —dijo el ratón.
—Hmmm... Y ¿qué me das a cambio? —dijo el gato.
—Finjo ante la señora que estoy muerto, ya que tú me has matado; ella creerá que eres un héroe —respondió el ratón.
—Me has convencido —dijo el gato.
El gato sacó las trampas de la casa, pero el ratón nunca cumplió su parte del trato. 
Un día, la señora descubrió que fue el gato quien sacó las trampas. Ella, muy enfadada, decide dejar al gato en la calle. 
La siguiente es un ejemplo de fábula en verso, es un texto de Tomás de Iriarte:
La rana y la gallina

Al que trabaja algo, puede disimulársele que lo pregone; el que nada hace, debe callar.
Desde su charco, una parlera rana
oyó cacarear a una gallina.
«¡Vaya! —le dijo—; no creyera, hermana,
que fueras tan incómoda vecina.
Y con toda esa bulla, ¿qué hay de nuevo?»
«Nada, sino anunciar que pongo un huevo».
«¿Un huevo sólo? ¡Y alborotas tanto!»
«Un huevo sólo, sí, señora mía.
¿Te espantas de eso, cuando no me espanto
de oírte cómo graznas noche y día?
Yo, porque sirvo de algo, lo publico;
tú, que de nada sirves, calla el pico».

## Historia
La fábula ya era cultivada en Mesopotamia, dos mil años antes de nuestra era. Unas tablas de arcilla que provienen de bibliotecas escolares de la época cuentan brevemente historias de zorros astutos, perros desgraciados y elefantes presuntuosos. Muchos de estos textos muestran una gran afinidad con los proverbios por su construcción antitética, pero no poseen una moral explícita. 
En la antigüedad griega, la primera fábula, conocida como "fábula del ruiseñor", la contó Hesíodo a comienzos del siglo VII a. C. en Los trabajos y los días, y ya posee la intención de hacer reflexionar sobre la justicia. Aunque en Homero no hay fábulas, sus comparaciones con animales ya poseen in nuce el germen del género. En época clásica Sócrates entretuvo sus últimos días poniendo en verso las fábulas del legendario Esopo. Demetrio de Falero publicó la primera colección de fábulas históricamente atestiguada, que se ha perdido, pero que dio lugar a innumerables versiones. Una de ellas, fusión de varios manuscritos, probablemente del siglo I d. C., y es la llamada Augustana. Es a esta colección a la que nos referimos cuando hablamos de las llamadas Fábulas de Esopo o esópicas. Era este un esclavo semilegendario de Asia Menor de cuyas circunstancias biográficas poco se puede sacar en limpio, salvo que fue vendido como esclavo en Samos al filósofo Janto, quien le prometió repetidas veces la libertad y la obtuvo al fin gracias a una intervención popular. Nicóstrato hizo una colección de fábulas con intención educativa en el siglo , y también otros sofistas. De Grecia la fábula pasó a Roma; Horacio escribió en Sátiras, II, 6, una memorable, la del ratón del campo y el ratón de ciudad; Fedro, siguiendo ese precedente, transformó el género en prosa en un género poético en verso. A fines del siglo I d. C. Babrio también escribió algunas, y en el prólogo al libro segundo de su colección mencionó al fabulista libio Cybissos; también escribió el cilicio Connis. En el siglo IV el poeta romano Flavio Aviano escribió unas cuarenta, en su mayor parte adaptaciones de las de Fedro, pero otras no atestiguadas por ninguna tradición y quizá elaboradas por él mismo; las fábulas de Aviano circularon mucho en la Edad Media, porque a diferencia de las de Fedro no son nunca licenciosas y su métrica, en la que abunda el hexámetro leonino, facilita el recuerdo. Del mismo siglo es el fabulista griego Aftonio.
En la Edad Media la fábula continúa transmitiéndose bajo nombres de autores o de colecciones que parecen pseudónimos: Romulus, Syntipas, pseudo-Dositeo, el Isopete... Era un género muy útil a los sacerdotes que pretendían edificar moralmente y con sencillez al pueblo iletrado cuando se permitió que los sermones se hicieran en lengua vulgar; esta necesidad obligó a hacer las primeras recopilaciones de este tipo de materiales. La temática se expande considerablemente al terreno satírico mediante el Roman de Renart, colección de narraciones compuestas por clérigos anónimos en el siglo XII. En las historias del Ysengrinus, obra latina del poeta flamenco Nivard de Gand, la lucha del zorro contra el lobo sirve de pretexto para una vigorosa crítica social de la sociedad feudal y sus injusticias. La fábula se transforma aquí en una comedia animal. En el siglo XII, la poetisa María de Francia publica una colección de 63 fábulas. 
Por otra parte, circularon por Europa numerosas colecciones de otras fábulas pertenecientes a una tradición autónoma distinta de origen indio (Hitopadesa, Pancatantra), difundidas a través de traducciones árabes o judaicas españolas o sicilianas. Muchas de ellas fueron a pasar a ejemplarios o libros de ejemplos para sermones. El más famoso y difundido fue, sin duda, la Disciplina clericalis del judío converso español Pedro Alfonso, entre otros muchos. 

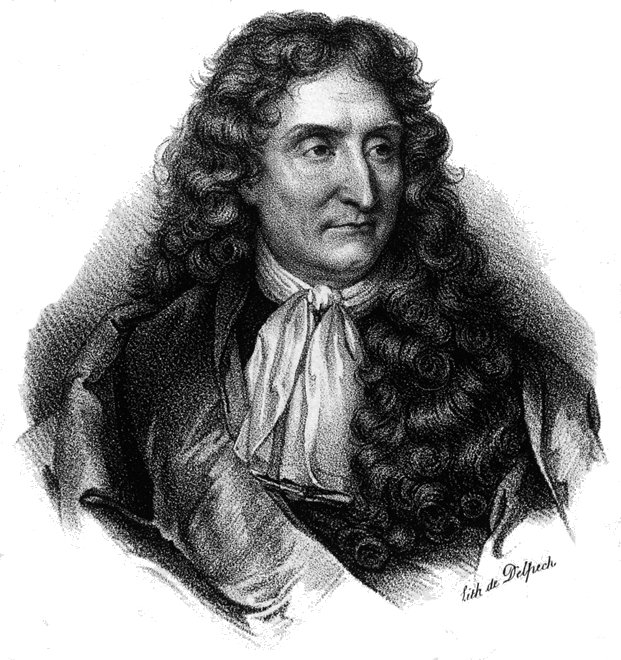
Jean de La Fontaine.

Durante el Renacimiento las fábulas contaron con el interés de los humanistas; Leonardo da Vinci, por ejemplo, compuso un libro de fábulas. El género de los emblemas, que se puso de moda en el siglo XVI y XVII, recurrió con frecuencia a la fábula en el comentario escrito y en el grabado gráfico a imitación del humanista italiano Alciato, como los de Guillaume Guéroult, quien parece haberse especializado en este género con Le Blason des Oyseaux (1551), Les Hymnes du Temps et de ses parties (1560) y Les Figures de la Bible (1564), compuestos bajo el mismo modelo de un grabado acompañado de una corta pieza en verso. En Portugal cultiva la fábula Sá de Miranda. El jesuita François-Joseph Desbillons, profesor, produjo quinientas sesenta. Boisard publicó una colección con mil y una. Jean-Pons-Guillaume Viennet publicó en 1843 fábulas que escribió a lo largo de toda su vida. Incluso Napoleón, antes de ser consagrado emperador, compuso una juzgada bastante buena en su época.
Sin embargo casi todos estos autores han caído en el olvido, salvo Jean de La Fontaine, cuyas clásicas fábulas, de riquísimas fuentes, pasaron incluso a ser ilustradas o a estamparse en diversos objetos (biombos, mesas) a partir de pinturas y motes. En Francia fueron también famosas las del escritor dieciochesco Jean-Pierre de Claris de Florian (1755-1794). Este último compuso una colección de un centenar de fábulas de moraleja pública o privada, muchas de ellas inspiradas en las del tinerfeño Tomás de Iriarte (Fábulas literarias). Florian inspiró a su vez al inglés John Gay y al español Félix María Samaniego. Gotthold Ephraim Lessing ilustró el género en Alemania e Ignacy Krasicki en Polonia. 

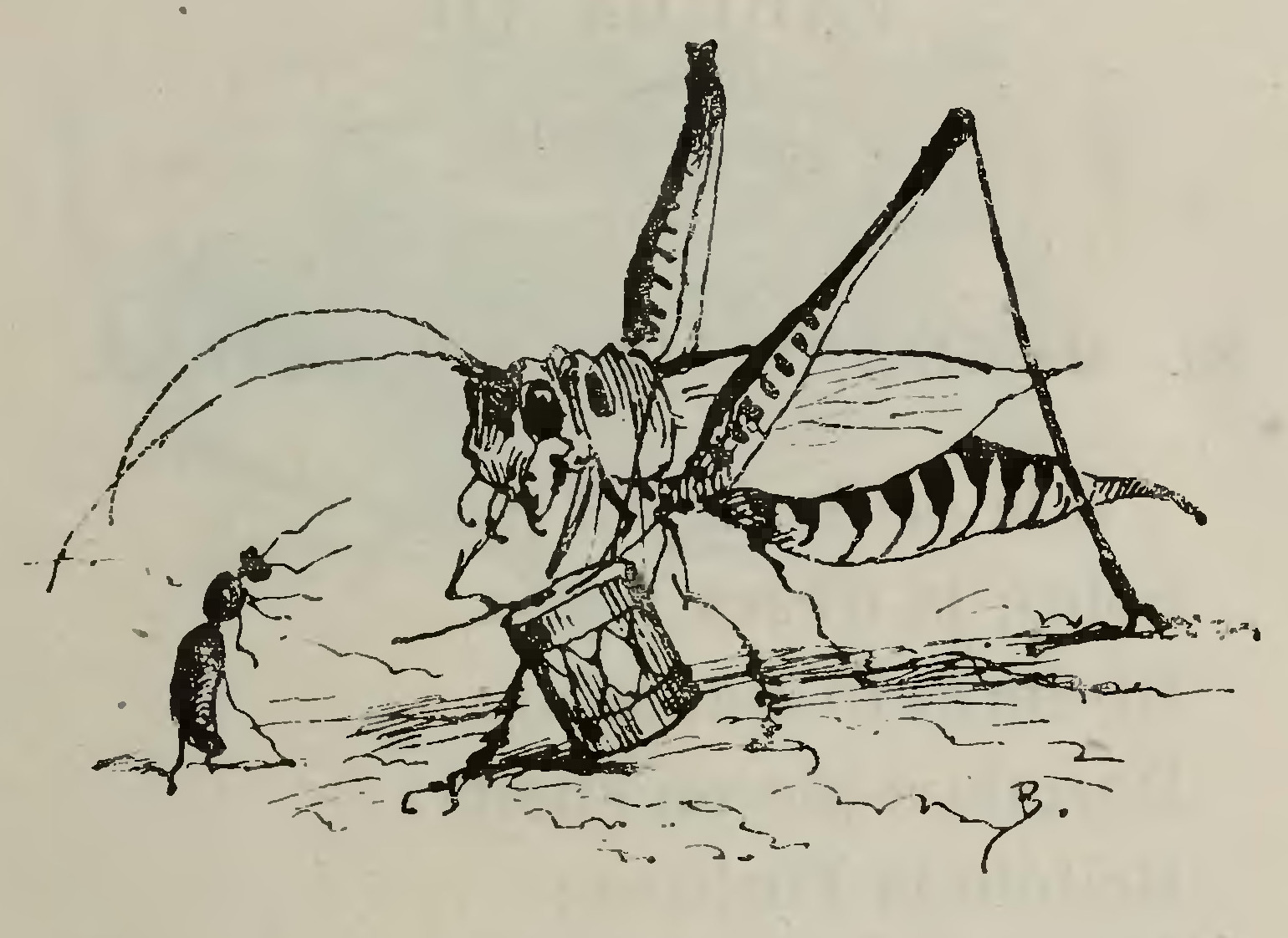
Ilustración de J. J. Grandville en 1882 para las "Fábulas de Samaniego" ubicada bajo el final de '‘La cigarra y la hormiga’'

En el siglo XIX la fábula se cultivó también con ahínco en el resto del mundo, aunque no en Francia; tuvieron éxito solamente las colecciones especializadas en temas concretos; en Rusia cultivaron el género Iván Krylov, en España Cristóbal de Beña (Fábulas políticas) y Juan Eugenio Hartzenbusch, en Chile Daniel Barros Grez (Fábulas originales) y en México José Rosas Moreno. Ambrose Bierce utilizó la fábula para la sátira política en los Estados Unidos (con sus Fábulas fantásticas y su Esopo enmendado), pero Beatrix Potter (1866-1943) fue más convencional en Gran Bretaña.
En España, y ya en el siglo XX, ha escrito un Nuevo fabulario Ramón de Basterra, quien, siguiendo algunos precedentes de Hartzenbusch, hace protagonistas de sus composiciones a elementos deshumanizados, como máquinas, cigüeñales, émbolos, cables y grúas, en vez de leones, zorras, cuervos o lobos; con ello incorpora la Revolución industrial y las Vanguardias a esta milenaria tradición. En 1961 el dramaturgo francés Jean Anouilh publicó una colección de 43 fábulas que fue muy vendida y revitalizó este género. Jean Chollet ha escrito también en el siglo XX bastantes fábulas inspiradas en el mundo actual.
Las fábulas y los apólogos se utilizaron desde la Antigüedad grecorromana por los esclavos pedagogos para enseñar conducta ética a los niños que educaban. La moral deducida de estos ejemplos era la del paganismo: es imposible cambiar la condición natural de las cosas, incluida la condición humana y el carácter de las personas. Con el tiempo, el Cristianismo sustituyó esta concepción del mundo por otra que presuponía en el hombre la posibilidad de cambiar su naturaleza, con un juicio moral incluido. Esopo y Babrio, entre los autores de expresión griega, y Fedro y Aviano entre los romanos, han sido los autores más célebres de fábulas y han servido de ejemplo a los demás. Con la revitalización de la Antigüedad clásica en el XVIII y su afán didáctico y educador comenzaron a escribirse fábulas; en el siglo XXI, la fábula fue uno de los géneros más populares, pero empezaron a ampliarse sus temas y se realizaron colecciones especializadas. En el siglo XX el género se cultivó ya muy poco.
A principios del siglo XXI, inesperadamente, la fábula padece una revolución literaria gracias a la obra del escritor napolitano Sabatino Scia, autor de más de doscientas fábulas, que él llamó "fábulas de protesta occidental"; como el mismo Esopo y Fedro, ha elegido el género fábula cual género principal y al mismo tiempo género-portavoz de la misma actividad creativa. La fábula, ahora, por el trabajo de renovación de Sabatino Scia, ya no es simplemente un medio para contar la vida, un instrumento para poner en escena los vicios del hombre, los vicios de la sociedad y los problemas de la naturaleza misma, sino es el teatro mismo en que los vicios se manifiestan de modo completamente espontáneo. Y se sabe que en las fábulas, raleas a correo para protestar, cada cosa se mueve, ríe, llora, se enfada, habla, juega. Las fábulas de Sabatino Scia tienen la forma dialógica franca y directa y los animales hablan entre ellos usando las astucias de los hombres y siempre tratando de salir de situaciones enredadas. Son animales que piensan, que actúan por consiguiente como los animales en las fábulas de Esopo. Hay una diferencia: no pretenden hacer una moral, aceptan con una forma de sabiduría los acontecimientos y buscan su vida en el bosque, que es su espacio, el más confortable posible. Ellos también, como los hombres, deben aprender a procurarse comida y a no convertirse ellos mismos en alimento para los hombres. Conocen sus capacidades, el grado de inteligencia y tan también entre ellos como entre los hombres, los más listos tienen el mejor. 
Asimismo, en el otro lado del mundo, en Latinoamérica, los gemelos Juan y Víctor Ataucuri García han contribuido al resurgimiento de la fábula en el siglo XXI con una idea novedosa: utilizar la fábula como elemento difusor la identidad nacional haciendo uso de la vasta literatura tradicional de este continente. Para el efecto, en su libro"Fábulas Peruanas" Archivado el 23 de septiembre de 2015 en Wayback Machine., publicado en el año 2003, han llevado a cabo su tesis recopilando mitos, leyendas, creencias andinas y amazónicas del Perú, para luego, a partir de esto, crear hermosas fábulas, hecho que se ha convertido en una forma muy interesante de difundir la rica literatura tradicional de su país. El resultado ha sido una extraordinaria obra rica en matices regionales, en donde uno descubre la relación del hombre con su origen, con la naturaleza, con su historia, con sus costumbres y creencias que más tarde se convertirán en normas y valores. Más aún cuando en el mundo se requiere del rescate de valores, tan venido a menos, para la búsqueda de una convivencia pacífica y justa, los hermanos Ataucuri García plantean el uso de la fábula para este cometido.[cita requerida]

## Fábula y moraleja
A lo largo de la historia, la fábula ha sido considerada más que un elemento lúdico o un género literario. Diferentes pensadores le han dado a la fábula un tinte de elemento ejemplarizante que a lo largo de la historia ha fungido como más que relatos fantásticos con animales.
Uno de los primeros filósofos que opinó respecto a la problemática de la enseñanza por medio de las fábulas, fue Platón, quien la atacó por la preponderancia que él le daba a la lógica sobre la estética; sin embargo, Platón se oponía no solo al uso de las fábulas en la enseñanza sino a todo uso de arte, puesto que el arte alejaba el alma de la verdad, de la cual poseía por naturaleza la semilla y la disposición para el conocimiento. (Nervi, 1965) 
Aristóteles define a la fábula como uno de los tantos elementos de los que se vale un orador para persuadir. Por tanto es un elemento más de la retórica y no un género literario. Ya en las fábulas griegas se reflejaban rasgos de su sociedad; cada sociedad ha buscado transmitir ciertos valores de manera implícita en estas narraciones sin embargo fantásticas.
Por otra parte, Rousseau, en su novela Emilio, critica fuertemente el uso de las fábulas en el entorno educativo y las tilda de crueles y deformadoras del carácter inocente de los niños. Para Rousseau las fábulas son relatos de difícil entendimiento para un niño e inculcan mensajes de una moral equívoca, porque muestran que es el más fuerte y astuto quien vence y posee ventajas sobre quienes adolecen de falta de sagacidad. 
Sin embargo, aunque hubo críticos acérrimos de las fábulas, también hubo quienes desde una posición más neutral defendieron que podían ser beneficiosas en ciertos procesos de aprendizaje. Karl Vossler (1947, p. 70) dijo a propósito que una fábula puede servir como elemento de ayuda en el aprendizaje, pero no para los niños, puesto que un correcto entendimiento de las mismas necesita al menos la experiencia de quien tenga al menos 40 años. 
Más benévolos son autores como Alfonso Francia (1992, p. 8), quien destaca la importancia del género para fomentar actitudes y comportamientos precavidos en niños y adolescentes; es más, afirma que una gran cantidad de técnicas y recursos hacen de la fábula un medio pedagógico de primera calidad y del cual se puede hacer uso para mejorar el proceso educativo.